# Goniothalamus longistaminus
Goniothalamus longistaminus är en kirimojaväxtart som beskrevs av Richard M.K. Saunders. Goniothalamus longistaminus ingår i släktet Goniothalamus och familjen kirimojaväxter. Inga underarter finns listade i Catalogue of Life.